# Brasiléia (microregio)
Brasiléia is een van de vijf microregio's van de Braziliaanse deelstaat Acre. Zij ligt in de mesoregio Vale do Acre en grenst aan Bolivia in het zuidoosten, Peru in het zuidwesten en de microregio's Sena Madureira in het noordwesten en Rio Branco in het noordoosten. De microregio heeft een oppervlakte van ca. 14.122 km². Midden 2004 werd het inwoneraantal geschat op 47.834.
Vier gemeenten behoren tot deze microregio:
- Assis Brasil
- Brasiléia
- Epitaciolândia
- Xapuri

Mesoregio's: Vale do Acre · Vale do Juruá

Microregio's: Brasiléia · Cruzeiro do Sul · Rio Branco · Sena Madureira · Tarauacá